# Bürgerforum (Fernsehsendung)
Bürgerforum ist eine österreichische Fernsehtalkshow im ORF. Erstmals gesendet wurde sie am 5. Dezember 2007. Seither wird sie unregelmäßigen Abständen auf ORF 2 ausgestrahlt. Moderator der Sendung ist Peter Resetarits, der seit 2011 von Münire Inam unterstützt wird. In der Show werden Spitzenpolitiker eingeladen, die mit Fragen aus dem Volk oder dem Publikum konfrontiert werden. Jeder Gast hat eine begrenzte Zahl von Sekunden Zeit, um diese dann zu beantworten. Anfang 2011 wurde mit 27 Prozent Marktanteil beim Gesamtpublikum der Sendungsrekord erreicht; das Thema damals waren die Türken in Österreich.